# Bohort

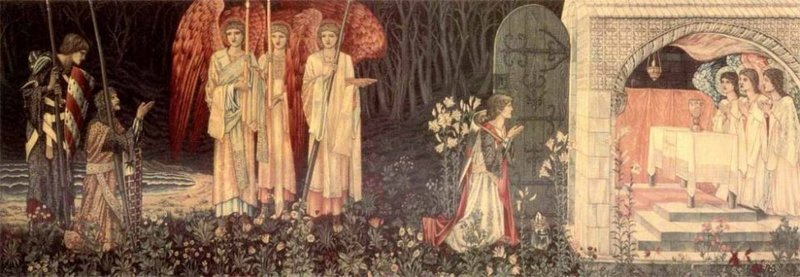
Galaad, Bohort et Perceval découvrent le Graal.
Peinture de William Morris, Birmingham Museum and Art Gallery.

Bohort (en anglais Bors) est le nom de deux personnages de la légende arthurienne : Bohort le père, roi de Gaunes, un des premiers avec son frère Ban de Bénoïc à rejoindre durant la première partie de son règne les troupes  du roi Arthur. Son fils cadet Bohort l'Exilé, l'un des meilleurs des Chevaliers de la Table ronde, est parmi les trois à mener à son terme la quête du Graal.

## Bohort, roi de Gaunes
Frère de Ban, le roi Bohort est donc l'oncle de Lancelot du Lac et d'Hector des Mares. De son union avec Evaine, sœur de la reine Élaine (elle-même épouse de Ban), naissent deux fils, Bohort (le jeune) et Lionel. Bohort et Ban font alliance avec Arthur dans sa lutte contre onze rois rebelles de Bretagne – parmi lesquels Lot d'Orcanie, Urien et Caradoc l'Ancien — si bien qu'Arthur à son tour leur promet son aide contre leur ennemi Claudas, lequel se prépare à envahir leurs pays. Toutefois, Arthur tarde à tenir sa promesse, ce qui permet à Claudas de réussir son invasion. Au cours de celle-ci les deux rois, Bohort et Ban, sont tués tandis que Lancelot, le fils de Ban, est recueilli par la Dame du Lac, et que les deux fils du roi Bohort sont capturés et élevés en captivité à la cour de Claudas.

## Bohort dit l'Essillié
Le terme « exilé » vient du vieux français « essillier », dont le sens le plus fréquent est celui de « dévaster », « ravager », « saccager », en parlant d'un pays ou d'une ville.
Fils aîné, du précédent, c'est le plus fameux des deux Bohort. Il passe ses jeunes années avec son frère Lionel à la cour du roi Claudas. Tous deux finissent par se révolter contre ce dernier et parviennent même à tuer son fils, le cruel Dorin. Avant que Claudas ne puisse se venger, les deux garçons s'enfuient avec l'aide d'un serviteur de la Dame du Lac chez laquelle ils reçoivent ensuite une éducation dans la chevalerie en même temps que leur cousin Lancelot.
Tous trois, devenus d'excellents chevaliers, se rendent à Camelot pour rallier la suite du roi Arthur. Bohort, reconnaissable à une cicatrice particulière au front, participe à la plupart des conflits engagés par le roi, y compris la bataille finale contre Claudas qui libère la terre de son père. Bohort l'Essillié est lui-même le père de Sire Hélain le Blanc et cette paternité est le résultat d'une ruse de la fille du Roi Brandegoris : cette dernière était en effet parvenue à l'attirer dans son lit au moyen d'un anneau magique. Plus tard, Bohort introduit son fils à la Table Ronde.
Bohort est réputé comme l'un des meilleurs de la Table ronde et acquiert sa véritable gloire dans la quête du Graal dont il se révèle digne, avec Galaad et Perceval, de pénétrer les Mystères. Plusieurs épisodes illustrent son caractère vertueux. Dans l'un d'entre eux, un groupe de jeunes femmes menace de se tuer en se jetant du haut d'une tour s'il refuse de coucher avec elles. Mais Bohort refuse de rompre son vœu de célibat et lorsqu'elles tombent de la tour, elles se révèlent être en réalité des démons qui pensaient le tromper en jouant sur sa compassion. 

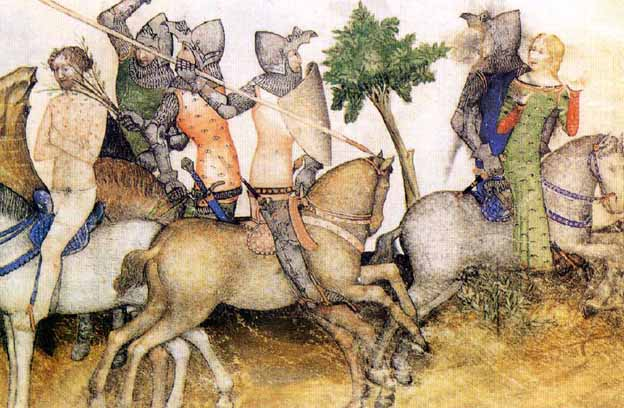
Le dilemme de Bohort.

Un autre récit nous montre Bohort confronté à un dilemme : il doit choisir entre secourir son frère Lionel enlevé et fouetté d'épines par des brigands, ou délivrer une pucelle sur le point d'être violée par un chevalier brutal. Bohort choisit d'aider la jeune fille, tout en priant avec ferveur pour le salut de son frère. Peu après Lionel ayant échappé à ses tortionnaires et persuadé que Bohort l'a trahi, décide de se venger en le tuant au combat. Bohort, quant à lui, renonce à lever une arme sur son frère, fût-ce pour se défendre. Un autre compagnon de la Table ronde, Sire Calogrenant et un religieux ermite ayant tenté de s'interposer, sont tués l'un après l'autre par Lionel. Mais avant que ce dernier ne parvienne à frapper son frère, Dieu fait surgir entre les adversaires une colonne de feu pour les séparer, après quoi Bohort réconcilié avec Lionel peut partir librement.
Plus tard, Bohort, Galaad et Perceval découvrent le Saint-Graal et le transportent à Sarras (à rapprocher de Sarrasins), une mystérieuse île d'Orient où Galaad et Perceval meurent. Bohort est le seul des trois à en revenir. Comme le reste de sa famille, Bohort rejoint Lancelot en exil après que la liaison de ce dernier avec Guenièvre a été dévoilée, et aide à sauver la reine du bûcher. Il devient ensuite l'un des conseillers les plus écoutés de Lancelot dans la guerre qui l'oppose à Arthur et récupère la souveraineté sur les anciennes terres de Claudas. Arthur et Gauvain ayant été forcés de retourner en Bretagne pour combattre le malfaisant usurpateur Mordred, Gauvain envoie à Lancelot un message d'appel à l'aide. Les hommes de Lancelot arrivent à temps pour défaire le reste de la rébellion conduite par les fils de Mordred, Melehan et Melou. Dans la bataille, Lionel est tué par Melehan. Il est finalement vengé par Bohort.

## Filmographie
- Dans le  film britannique Monty Python : Sacré Graal ! (Monty Python and the Holy Grail) de 1975, écrit et réalisé par Terry Gilliam et Terry Jones, Terry Gilliam interprète entre autres le rôle de Bohort.
- Dans la série humoristique Kaamelott, Bohort, fils aîné d'un chevalier de Gaunes, est un chevalier peureux et précieux qui n'a jamais fait ses classes, cherchant par conséquent à éviter à tout prix la violence. Il est joué par Nicolas Gabion.